# Eliza Archard Conner
Eliza Archard Conner (alias Zig et E.A. ; 4 janvier 1838 - 4 juin 1912) est une écrivaine américaine du XIXe siècle (journaliste, romancière), conférencière, enseignante et féministe de l'Ohio. Conner commence à écrire pour des journaux dès l'âge de 13 ans. Elle occupe diverses fonctions au Saturday Evening Post, de Philadelphie, le Commercial de Cincinnati et le New York World de New York. Elle œuvre pour l'émancipation et la promotion des femmes dans la société. Elle meurt à New York en 1912.

## Petite enfance et éducation
Eliza Archard naît le 4 janvier 1838 à Monroe Township (Comté de Clermont) (en), dans l'Ohio, dans une ferme près de Cincinnati. Ses parents, James et Jane Archard ont des ascendants d'origine Quaker, Morave allemande, Irlandaise et Presbytérienne anglaise,. Ils font partie des pionniers du sud de l'Ohio, et l'un d'eux fonde la ville de New Richmond. Eliza fait ses études à Antioch College, à Yellow Springs, dans l'Ohio, et suit le cursus complet de mathématiques classiques et supérieures. Sa première contribution dans un journal est publiée alors qu'elle a 13 ans.

## Carrière

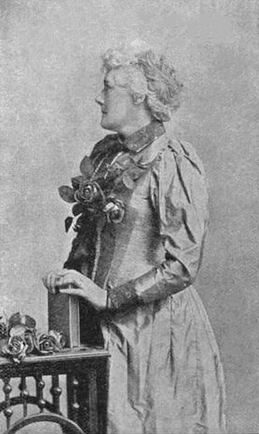
Eliza Archard Conner en 1895.

Au début de sa carrière, elle enseigne le latin et l'allemand à l'Indianapolis High School. Elle refuse absolument de recevoir un salaire inférieur à celui qui était précédemment versé à un enseignant pour faire le même travail qu'elle. Cette attitude conduit la commission scolaire à adopter un règlement selon lequel les enseignants des deux sexes du lycée doivent recevoir le même salaire. En 1865, elle devient une contributrice régulière du Saturday Evening Post, de Philadelphie, sous le nom de « Zig ». Ensuite, elle écrit pour le Cincinnati Commercial, (devenu le Cincinnati Commercial Tribune) en signant « E.A ». Elle intègre la rédaction en 1878.
Conner s'installe à New York en 1884. Elle est d'abord rédactrice littéraire du New York World. L'année suivante, elle accepte une place de rédactrice pour le syndicat de l'American Press Association, à New York. Elle fournit quotidiennement un éditorial de deux colonnes de 1 000 mots chacune. Connor rédige divers types de contenus pour la presse, comme des reportages auprès des tribunaux de police, la rédaction d'une rubrique sur le bétail et les produits laitiers. Elle est aussi correspondante lors de la guerre philippine-américaine. Ses lettres au Commercial envoyées d'Europe sont publiées dans un volume intitulé « E.A. Abroad » (Cincinnati, 1883). Elle écrit également des histoires de plusieurs épisodes. Une partie importante de son travail pour l'American Press Association consiste à préparer des séries d'articles de presse décrivant les combats de la guerre civile américaine. Conner est également connue comme romancière et pour son discours devant l'International Press Congress de Chicago.

## Féministe
Adolescente, Conner œuvre pour l'émancipation des femmes et leur promotion dans la société. Elle crée pour les femmes des cours à usage parlementaire et des techniques d'improvisation pour argumenter. Chaque fois que l'occasion se présente, elle s'engage en faveur du - salaire égal pour travail égal - et de l'ouverture des activités industrielles aux femmes. Elle est passionnée par les études de psychologie et de philosophie orientale, acceptant la doctrine des multiples réincarnations de l'être humain. Elle soutient la valeur de la culture physique pour les femmes, estimant que l'humanité est faite pour vivre dehors et rentrer à la maison uniquement pour dormir. Elle est membre du club féminin Sorosis et du Woman's Press Club de New York.

## Vie privée
Le 1er janvier 1869, Eliza Achard épouse le Dr George Conner (1844), de Cincinnati. Ses ancêtres paternels et maternels participent activement à la guerre d'indépendance américaine. En 1862, il s'enrôle dans la compagnie G, Cinquantième OVL. Il combat aux côtés du général William Tecumseh Sherman pendant sa campagne d'Atlanta et avec le général George Henry Thomas à la bataille de Jacksborough, le 22 juillet 1862. À la fin de la guerre, George Conner entre à la Parker Academy puis au Miami Medical College. En 1872, il reçoit son diplôme de docteur en médecine et exerce immédiatement à Cincinnati. Il écrit fréquemment pour des journaux et diverses revues.
Eliza Achard Conner et son mari ont une fille, A. Halstead, liée à Specker Brothers & Company, Cincinnati. Eliza meurt le 4 juin 1912 à Manhattan, New-York et elle est enterrée au Warren Cemetery, à New Richmond, Ohio.

## Œuvres choisies
- (en) "E. A." abroad a summer in Europe, Cincinnati, W.E. Dibble & Co., 1883 (lire en ligne)
- (en) Eliza Archard Conner, Woman's National Liberal Union, Woman and the Church : leaflet issued by the Woman's National Liberal Union, United States, Woman's National Liberal Union, pas avant 1890 (lire en ligne)

### Attribution
- Cet article contient des extraits d'une publication dont le contenu se trouve dans le domaine public. S. B. Nelson & Company, History of Cincinnati and Hamilton County, Ohio, S. B. Nelson & Company, 1894 (lire en ligne)
- Cet article contient des extraits d'une publication dont le contenu se trouve dans le domaine public. Frances Elizabeth Willard et Mary Ashton Rice Livermore, A Woman of the Century: Fourteen Hundred-seventy Biographical Sketches Accompanied by Portraits of Leading American Women in All Walks of Life, Moulton, 1893 (lire en ligne), 199